# さくらえな
さくら えな（1995年2月21日 - ）は、日本のAV女優。IZBASA所属。
趣味:スポーツジム通い。特技:スポーツ全般。

## 略歴・人物
東京都出身。2013年11月、ビデオメーカー・エスワンの専属女優としてAVデビュー。
2014年6月8日の公式ブログで、当月をもってエスワン専属から離れることを発表。以降は多数のメーカー作品に出演している。

## 出演作品

### アダルトDVD
2013年
- 新人 NO.1 STYLE さくらえな AVデビュー（11月7日、エスワン）
- 初体験4本番スペシャル（12月7日、エスワン）

2014年
- さくらえな、イキます。（1月7日、エスワン）
- 体内汁ダラダラ（2月7日、エスワン）
- 交わる体液、濃密セックス（3月19日、エスワン）
- 犯された女子高生 －美形アスリート少女の嗚咽と絶望－（4月19日、エスワン）
- 精子ちょうだい（5月19日、エスワン）
- 恥じらいのパイパン（6月19日、エスワン）
- ソフト・オン・デマンド おかげさまで、もうすぐ20周年記念作品 AVファンを熱狂させた伝説企画を、豪華S級女優競演で全編完全撮りおろし!（7月1日、SODクリエイト）他出演:紗倉まな、古川いおり、白石茉莉奈、北川瞳、有村千佳、羽月希、大槻ひびき
- 大好き♥（7月4日、ロリ専科）
- 働くオンナ猟り vol.13 新宿のOLたちをとことんハメ廻す!! 新宿美人OL編（8月1日、プレステージ）他出演:木島すみれ、星まりあ、椎名ゆうき、長瀬ひかり、菖蒲るい
- 姦全犯罪クラブ（8月8日、マックス・エー）
- 過激すぎるド素人娘 4時間スペシャル 17（8月8日、S級素人）他出演:上城りおな、松下千里、夏海花凛 ほか
- 縛りラボ 4（8月12日、プレステージ）
- キミだけに語りかけ! ロリ校生20人! オマ●コぴちゃぴちゃ指入れ自画撮りオナニー 4時間DX vol.10（8月15日、ロリ専科）他出演:桜木郁、夏海いく、桜井心菜、琴音さら、鳴海すず、桜ちずる、村井果歩、山口二菜、橋本莉奈、平塚まい、水野葵、高秀朱里、青井いちご、小西まりえ、潮崎藍、通野未帆、竹内真琴、芦田知子、里深沙奈
- フレッシュなアダルトモデルさんが挑戦!! 真面目な予備校生達とSEXまで出来るのか!?（8月22日、おかず。）共演:真野ゆりあ、茜あずさ、舞咲みくに
- 「チンポを勃てて悦ばす!!」が校訓の憧れの都内一等地にある南青○性女学院（9月2日、DOC）共演:愛須心亜、臼井あいみ、大澤美咲、小川めるる、香椎りおん、白咲碧、白咲ちえ、篠宮ゆり、檸檬、あおば結衣、生駒はるな、川田悠美、大崎みこと、北山悠、紺野ひかる、倉科紗央莉、原ゆりあ、睦見しほ、翔田千里
- 姉夜這い中出し盗撮レイプ（9月5日、S-CRIME）他出演:百合川さら、通野未帆
- さくらえな エスワン 8時間コンプリートBEST（9月7日、エスワン）※総集編
- イタズラなレズKISS（9月7日、ビビアン）共演:板野有紀
- 生中出し女子校生4時間 Special Selection Vol.2（9月12日、BAZOOKA）他出演:茜あずさ、竹下紗栄子、保坂えり、有村千佳
- 快楽に理性は崩壊。（10月1日、鉄板）
- 妊娠してもいいから中に出して（10月16日、グローリークエスト）
- 合コンお持ち帰りSEX ガチ素人スペシャル（10月24日、BAZOOKA）他出演:真野ゆりあ、茜あずさ、上城りおな
- 生挿入生汁中出し願望の一般素人 好き好んで性行為を行う最近の一般素人娘達。 過去に「生」を一度経験したカラダにゴムなんて不必要!?（10月24日、S級素人）他出演:原ゆりあ、原千草、涼風ことの、星川ひなこ
- こ…こんなチ●ポ初めて!（11月1日、MOODYZ）
- 「ねぇ?あたしと一緒にチャットでいっぱ〜いHなことしよ♥」 浴衣美少女!ピチャピチャ潮吹きLIVEチャットオナニー 4時間DX vol.06（11月7日、VALEX）他出演:南梨央奈、水樹心春、沙藤ユリ、森田まゆ、小宮山ゆき